# Iranoleon vartianae
Iranoleon vartianae is een insect uit de familie van de mierenleeuwen (Myrmeleontidae), die tot de orde netvleugeligen (Neuroptera) behoort. 
Iranoleon vartianae is voor het eerst wetenschappelijk beschreven door Hölzel in 1968.